# 怪物王女
《怪物王女》是光永康則的漫画作品，《月刊少年天狼星》（讲谈社）2005年8月号開始連載。每回必定以「╳╳王女」為題，如「蘇生王女」、「破壞王女」、「暴走王女」。並改編成電視動畫於2007年4月12日開始播放。2010年12月6日隨著漫畫第13卷發行OAD

## 故事简介
由於男主角（日和見日郎）要到姐姐（日和見紗和和）工作的地方居住，但到達後發現姐姐信中的地圖作指的是山上的廢屋，發現沒有人居住的跡像後，便到山下的小鎮尋找姐姐（日和見紗和和），在途中，建築工地的吊塔吊著工字鐵的吊勾突然鬆脫，主角（日和見日郎）為了救正要被工字鐵壓到的少女而捨棄了自己的生命，沒想到少女正是山頂洋房的主人，而金发少女的父亲是立於所有怪物之上的王。故事就從公主每日與兄弟姊妹爭奪王位之戰開始了......

## 登場人物

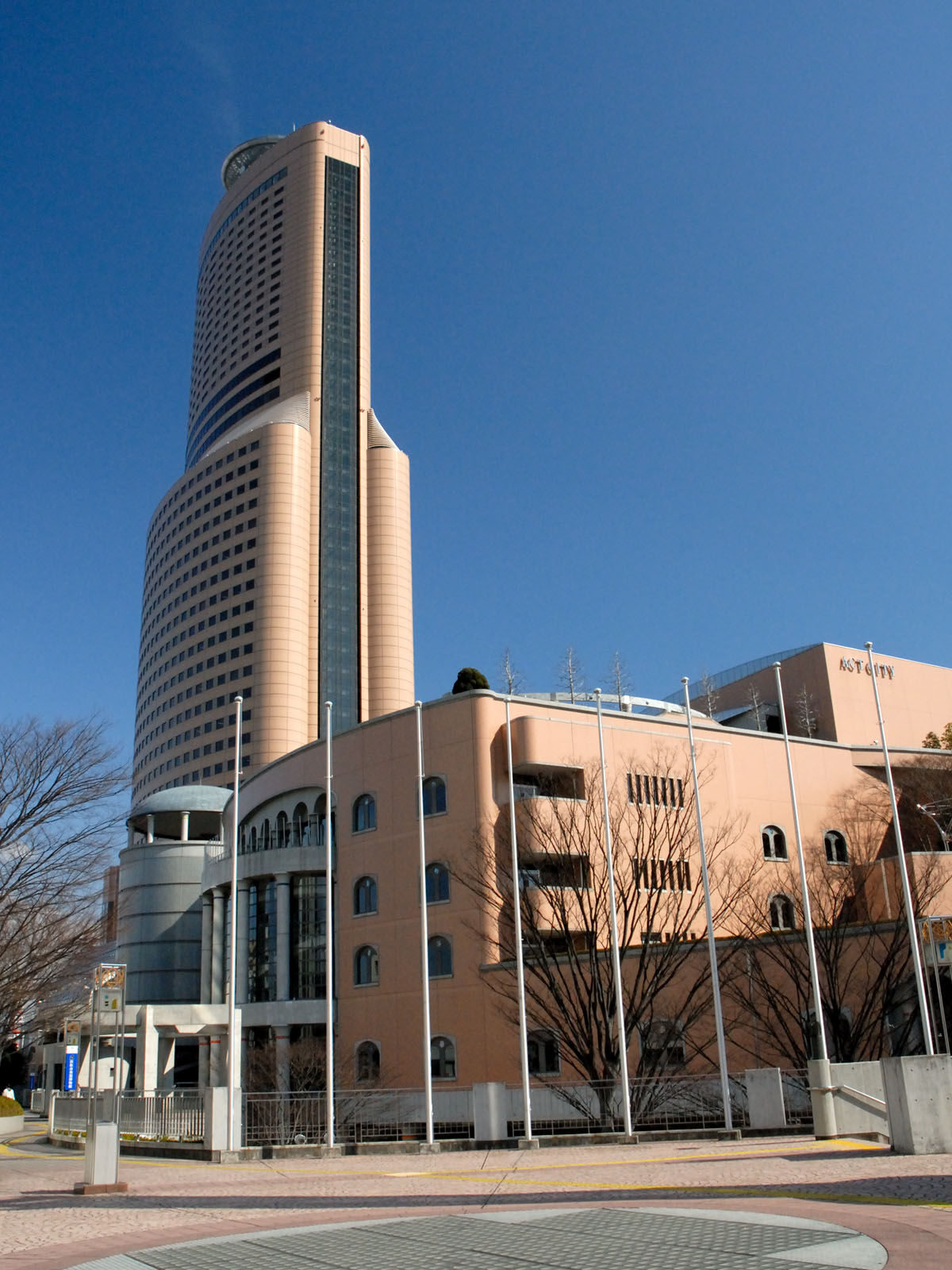
濱松市是笹流町的模型。後面是第 53 集中舍伍德公主與颱風用摩斯電碼交談的塔的模型。

### 姬派
姫（莉莉安奴，第二王女）（声：川澄綾子(TV動畫)、早見沙織(OAD)）
本作女主角，留著金色長髮、頭戴皇冠的少女，眼睛的瞳色為鮮紅色。為君臨怪物界之王的二女兒－第二皇女。
本名為莉莉安奴（Lillianne），但本人非常排斥這個名字，不讓人用這個名字來稱呼自己。
年齡17歲。（王位继承权的争夺因为继承人会不死化所以只到成人前，此外王族的成人年龄，岁月的感觉等，不知道是否和人类一样）。虽然处在兄弟们的骨肉相残的王位继承权争夺旋涡之中，卻對王位沒興趣，但一旦遭受攻擊決不默不吭聲。从不改变高傲的态度，亦不会向别人展现真心。
作為讓日郎甦醒的主人，她的死意味着作为血战士的日郎也将死亡。住在静冈县笹鸣町某座山上的大屋。
喜歡喝紗和和泡的紅茶；武器從西洋劍到霰彈槍、流星锤等各种都能应用自如，最常使用的是電鋸，或随机应变的以在场的道具做成武器作战，身体能力与人类差不多（以使用前述武器需用双手来看，只有技术与人类差别大）。前近卫队“血之骑士团”為了拖延敵人的死靈攻擊而全灭。在遇到日郎以前下僕只剩下弗兰朵。交通工具為五十鈴卡車和一輛勃艮第酒紅的捷豹Mk2 （页面存档备份，存于），但從不自己駕駛，都是由弗蘭朵或麗莎負責駕駛。
王族間的王位爭奪戰落幕後曾消失一小段時間，但其實是搬遷至另一處豪宅，並以莉莉安奴·馮·菲尼克斯的名稱以普通人類、豪宅女主人的身分安頓在人間界，並讓輔助自己一切戰鬥、也是最後的血戰士日郎繼續服侍她。
日和見日郎（声：大浦冬華(TV動畫)、入野自由(OAD)）
通称日郎。软弱的初中2年级学生。受到弗兰朵拖的货车和小面包车的冲突事故的牵连（动画版是因为想保护站在从建设中的大楼掉下的铁柱子之下的姬）死亡，但因此受到姬可怜被给予血（动画版是生命的火焰）复活成了半不死身。虽然这时候因为姬只是一时心血来潮所以只有几天的生命，不过，当晚与狼男的遭遇战中被承认有成为家臣的资质，而后通过「血的契约」成为了姬的仆人。
性格随和，决不会弃有难的人不顾，不过，因为没自知之明（干不了的事也爱参与）的缘故，结果总给是姬等人添麻烦。开始是被血战士的力量强制投身于不喜欢的战斗，随着逐渐熟悉姬的为人，变得自发地采取保护姬的行动。最近，只是因为舔了血就很强烈地想像姬，逐渐开始成为男子汉。
据夏伍德说，似乎有成为最强的血战士的资质。在九年後的平行世界中，力量已經強到不再只是做為防禦的肉盾而能主動攻擊。
动画版被姬授予的勋章与“功六级金鵄勲章”酷似。
弗兰朵（声：河原木志穗(TV動畫)、井口裕香(OAD)）
作为姬第一个家臣的人造人。外表是穿了女佣服的女童，有接近无敌的防御力和怪力，不过动作迟钝。常常挥舞大树作为武器。只会说“fuga”一个词，不过那一个词也好像有复杂的意义，能和王族及其他的人造人对话。自重数吨，消耗功率换算成电费接近每月30万日元。为了小型化性能有所降低，虽然能操作情报机器及开车，但还算不上聪明。时常采取预料外的行动，亦常被姬斥责。虽然一直很呆的表情，但伙伴有危机的时候会出现感情变化。虽是人造人，但是休眠时会冒鼻涕泡。
对日郎的感情不明，不过，从有时会野蛮的对待日郎来看，可能认为日郎等级比自己低下。
动画版的番外篇曾暴走，显露出愤怒等感情。
麗莎·瓦德曼（声：甲斐田裕子(TV動畫)、喜多村英梨(OAD)）
父亲是狼人沃尔格.野男，母亲是人类的混血（halfbleed）少女。特征是习惯短发和着暴露的T恤。因为误会姬杀了自己的哥哥而袭击姬，之后知道真相而和解。为了寻找作为真正犯人的王族，寄身于姬旗下。
虽因是混血狼人只有手肘以前部分能变身，但战斗能力不弱于普通狼人，表面看起来简单粗暴，实际上由於狼人的血統所致，性格高傲、纯真、正直，不擅長對應暗算，不准别人把自己当狗看待。喜欢日郎和善的性格一天到晚和他一起玩的同时，被姬当做绝佳的戏弄对象来对待。与令里因为是天敌的关系不和，一见面就以对骂打招呼，在基尼斯基一战的共同行动之后关系明显改善。此外，在跟令里的对话中，判明是处女。
不知是否因为狼人的血统所致，喜欢摩托车和冲浪板等有速度感的交通工具，自稱是笹鳴最快的人。一般认为爱用车是富世华公司的SM400R，头盔是荒井的V十字。
嘉村令里（声：能登麻美子(TV動畫)、豐崎愛生(OAD)）
吸血鬼少女。年龄不明。属于日郎就读的笹鸣学园的高中部，因美貌和高雅的言谈而成为学校的偶像。标志是长长的黑发和特别订做的黑色水手服。被学校的少女们爱慕的称作“令里大人”，虽勉强着惧怕日光的身体坚持上学，偶尔也会突然倒下。用称作"仪式"的方法，从喜欢自己的女生那儿得到血作为粮食。原作穿黑的内裤，养眼镜头很多，不过，动画版被修正到完全看不到了。
曾完全发挥吸血鬼的高能力，也没取得姬的鲜血。被打败自己的姬饶过后，与之共同作战，但有時會脫離群體。原本在同类中就很孤高，在与基尼斯基敌对后更被吸血鬼社会追杀。从那以后，因为失去住处而寄食在姬的大屋。对日郎虽有一半是戏弄，似乎也很中意日郎的纯真。原本与丽莎有矛盾，但关系正在逐渐加深。顺带一提，除王族以外只喜欢处女和可爱的男孩子的血。
紗和和（声：皆口裕子(TV動畫)、茅野愛衣(OAD)）
日郎的姐姐。虽然原作 没有明确说出姓氏，不过除了OFFICIAL FANBOOK清楚记载了之外，动画第1话也自报了全名。住在姬的大屋做保姆工作。拥有像大屋被怪物袭击时也完全察觉不到继续睡这样非常大条的神经，大到多次骚动之后对姬的原形和日郎的身体异常也没有一点疑问。料理水准连姬也认为是一级品，同时有男人回头率100%的巨乳。
关于发现不了怪物的存在这点设定上，在故事与保姆无关的原作中是很少登场。但动画中因为比原作出场次数增多了，所以屡次被安排在咖啡店品尝冰淇淋。
南久阿（声：今野宏美(OAD)）
神族，當地的土地神，外表是個穿學生制服的黑長髮女孩手下是大蜘蛛。在姬的宅第旁有一座小祠堂，平時由紗和和負責供品。曾因人類祭品的問題和令里及麗莎對戰及以神罰之名將姬一行人傳送至兩千年前的世界，戰敗後力量大減。目前與王國互不干涉的態度，但有時還是會提供協助。在外傳「南Q阿傳」做為主角登場

### 夏伍德派
夏伍德（第三王女）（声：清水愛(TV動畫)、竹達彩奈(OAD)）
王族一员的第3公主。姬的妹妹，着黑色礼服的金发女童。能自由操纵吃人植物“triffid”（与同名的肉食植物设定不同），并想用那种能力要姬的命，不过力量不及而战败後原本打算自殺來成就姬的勝利，但被日郎所救。此后與姬達成同盟關係。在姬的大屋对面山上面建房居住，有什么事都去拜访姬。
性格高傲，不过尚未脱去童稚。
对如字面所说“舍命救了自己”的日郎完全无防备，打算进行血的契约。顺带一提，和姬不同的是从脚给予。

弗兰西斯卡（声：森永理科(TV動畫)、井口裕香(OAD)）
服侍夏伍德的人造人。常穿女佣服，外形是戴眼镜的女性。是弗兰朵的姊妹机，能力也大体上同等，不过能以高度的程序操纵指弹，安裝有格鬥程式。對自己的體重似乎有些不滿(53話&57話)。在弗兰朵之后制造，智能方面比弗兰朵也出色，屡次适当的支援不成熟的主人。但只会说“fuga”和能量耗尽时冒鼻涕泡这两点，与弗兰朵无异。
劉劉（声：加藤亮夫(TV動畫)、武虎(OAD)）
服侍夏伍德的血战士熊猫。在笹鸣动物园从玩具上摔死，靠夏伍德的血复活（动画版中不但是被弗兰西斯卡以活着的状态带回的，而且崔贝里来袭的时候也未死亡，就这么活着成了家臣）。发挥血战士的力量时体毛会变成白色，外表看起来会像只白熊。攻击方法就只是动物式的单纯打击，相当的粗暴（被日郎说成“野生”，被夏伍德说是“动物”）。与同住在笹鸣动物园的熊猫关关和张张是义兄弟。关关和张张是否血战士不明，不过这两只与刘刘一起住在夏伍德的大屋。名字的来历，一般认为是把“三国志”里的蜀武将刘备，关羽，张飞各自的姓氏连写两次。

### 姬與敵對者们

#### 茜維亞派
茜維亞（第一王女）
王族一员，第1公主。着礼服的女性，身材非常好。初出場時被基尼斯基俘虜以皮繩，遮眼罩和口枷所拘束之后，腋下被安装水龍頭榨血。但實際上卻是在利用基尼斯基。
被弗兰塞特与美加佐救出，给予了美加佐血。基尼斯基因為得不到血而死亡。
表面上是個溫柔優雅的人，但實際上城府頗深。持有魔術師的魔法書。
法蘭西多
服侍希尔维亚的人造人。弗兰朵的姊妹机，外观是着女佣服的成人女性。特征是黑眼珠。为代替破损的左前腕，安装着巨大的钻头当武器（由姬所说“准备了好几种配件”判断，除钻头之外还有几个）。
人魚
本名不详。被幽灵船囚禁，被姬等人救出後由艾米鲁保护，变成他的血战士的人鱼族女童。有着用笛声召来船只的能力。因为诅咒，变成人类的脚后说话就会死。艾米鲁死後由茜維亞接管並解除詛咒。

原本是服侍赛柏朗的血战士。有着黑色长发的沉默寡言的少女。被赛柏朗杀死后变成血战士，头部被寄生了作为生物兵器制造的寄生生物，战斗力很强。赛柏朗死后被茜維亞收留。有一個妹妹。
積畢利（声：堀内賢雄）
吸血鬼。有着浅黑的皮肤与银发，颚髭的温柔文雅的男子。是吸血鬼根城笹鸣综合医院的主人。喜欢躲在后方暗中活动，盯上姬使用了各种各样的阴谋。和同族的令里有某种程度上的协调关系，不过在他害怕的基尼斯基与令里为敌后，跟从吸血鬼社会的决定与令里敌对。
蠅男
科學家，為了研究的資金而與茜維亞合作，曾為了販賣自製商品而綁架姬。
蛹田方正（声：千田光男）
笹鸣综合医院的院长，崔贝里部下的人类男性。在日郎两次被运送到笹鸣综合医院的时候，知道了日郎复活的事就大叫“dead man walking”打算进行生体研究，不过被姬和弗兰朵阻止。
死後由蠅男製造的復生藥暫時復活，但再度被擊敗而死亡。
由没被告知“血战士”的存在来看，似乎很被崔贝里轻视。动画中，那个笑声也很疏远。
色魯（声：川島得愛）
人造人。外观是高个子男性。与只能说“fuga”的弗兰朵她们不同，能进行普通对话。同时也能听懂弗兰朵的语言。直到3年前还在王国的deuterium矿山当采矿工人的他，成功逃出那里后被海所感动，向往自由生活。此后，在城里偶然碰到弗兰朵，在姬的大屋做故障地方的修理。不过，实际上只不过是十小时前（动画中是十天）刚被崔贝里做出来的，27年的记忆也是被制作的。打算袭击姬，不过被夏伍德和弗兰西斯卡所阻止。之后被告知真相的他，向弗兰朵提供了修理用的零件之后，回到崔贝里的原处自爆。

#### 艾米鲁派
艾米鲁
王族一员，姬的哥哥。第几王子不明，不过至少不是第一王子。着装饰性的衬衫的外表高贵的青年。基本上和姬是敌对关系，不过從未對底下的兩個妹妹發動攻擊。能用念力攻击盯着的对方，王族的兄弟中有这样的异力的只有他一人。此外，念力的效果范围是本人周围15m。根据27话基塞亚的台词来看，第25话与某位哥哥战斗过并受了伤。死後被茜維亞變成血戰士。
基扎亞·波多
服侍艾米鲁的人狼战士。特征是脸上四个纵向伤疤和雪茄烟。与丽莎的父亲沃尔格是以前的战友，爱说招人厌恶的话，不过是个重情意而高傲的好汉。战斗力在同族的丽莎之上。父亲的名字是卡达里亚·波尔多。被變成血戰士的艾米鲁所殺。
法蘭達司
服侍艾米鲁的人造人。与弗兰朵她们不同，有人类的数倍大的巨大身躯和应该形容为“管家机器人”的机械外表。能发出的声音好像只有“fuga”。
人魚
本名不详。被幽灵船囚禁，被姬等人救出後由艾米鲁保护，变成他的血战士的人鱼族女童。有着用笛声召来船只的能力。因为诅咒，变成人类的脚后说话就会死。被从幽灵船救出之后，完全没说过话，外形也没变，艾米鲁死後由茜維亞接 : 管並解除詛咒。

#### 賽柏朗派
王族一员，姬的哥哥。第5王子。目光锐利的金发美青年。特征是肩膀上的黑大衣和裸露上半身的衬衫穿法等，野性的外貌,
但十分膽小。把自己杀死的人变成血战士，把全城居民变成死灵等，为了王位多次违反协议的毒辣野心家。把自己“违禁放出死灵”的罪栽赃给姬并审判后，决定和姬决斗，败亡。剑术不比姬差，但因姬的挑衅出现破绽，被自己的剑刺穿头部（动画中是胸）死亡。姬的本名莉莉安奴，原本是被他饲养后又杀死的猫的名字。

服侍赛柏朗的人造人。特征是黑外套与勒紧的领结的管家的外表，以及像照相机一样的左眼和从左眼开始的伤痕。能发的声音似乎只有“fuga”。看到主人赛柏朗死亡后自爆了。

服侍赛柏朗的血战士。有着黑色长发的沉默寡言的少女。被赛柏朗杀死后又变成血战士，跟他的关系似乎很复杂。是真正的人类，不过头部被寄生了作为生物兵器制造的寄生生物，战斗力很强。赛柏朗死后被茜維亞收留。

#### 所属不明
麗莎的哥哥（声：竹本英史）
人狼族三人組

法老王
惡夢的攻擊者
日郎子（声：吉田真弓）
青蛙忍者
（声：木村亞希子）

#### 其他登場的怪物們
基尼斯基
公爵爵位的吸血鬼。有着乱蓬蓬的长发和整齐的胡须的怪人。在王国的边境建着城并有“杀人狼的基尼斯基”的外号。以王国的王座为目标，捉住作为王族一员的希尔维亚监禁在自己居城，不过被丽莎与令里所妨碍。然后称令里犯了“对同胞刀刃相向”之罪，是把她从吸血鬼社会驱逐的祸首。
基尼斯基以为自己仅仅只是在品尝王族的血，不过实际上是被希尔维亚杀死后变成的血战士反過來抓住茜維亞公主，后因她被救出，得不到血的补给而死亡。
（声：宗矢樹賴）
無頭騎士（首無し騎士（デュラハン））
赤錆村的紙袋男人（声：室園丈裕）

### 其他
小淵澤望（声：川本成）
吉田（声：遠近孝一）
村山（声：花輪英司）
魔女（声：久川綾）

## 用語

### 種族
王族（おうぞく）
血之戰士
人狼（じんろう）
吸血鬼（きゅうけつき）
人造人

### 人類社會地理
笹鳴町
笹鳴學園
笹鳴統合病院
赤錆村

## 出版書籍
| 冊數 | 講談社         | 講談社                                                  | 尖端出版社     | 尖端出版社        |
| 冊數 | 發售日期       | ISBN                                                    | 發售日期       | EAN               |
| ---- | -------------- | ------------------------------------------------------- | -------------- | ----------------- |
| 1    | 2006年1月23日  | ISBN 978-4-06-373010-4                                  | 2006年8月10日  | EAN 4717702205560 |
| 2    | 2006年5月23日  | ISBN 978-4-06-373025-8                                  | 2006年9月11日  | EAN 4717702206086 |
| 3    | 2006年12月22日 | ISBN 978-4-06-373048-7                                  | 2007年3月6日   | EAN 4717702208172 |
| 4    | 2007年4月6日   | ISBN 978-4-06-373068-5                                  | 2007年6月21日  | EAN 4717702211448 |
| 5    | 2007年8月23日  | ISBN 978-4-06-373079-1                                  | 2007年10月23日 | EAN 4717702214715 |
| 6    | 2007年12月21日 | ISBN 978-4-06-373096-8                                  | 2008年4月29日  | EAN 4717702218034 |
| 7    | 2008年5月23日  | ISBN 978-4-06-373118-7                                  | 2008年10月8日  | EAN 4717702220730 |
| 8    | 2008年11月21日 | ISBN 978-4-06-373143-9                                  | 2009年3月16日  | EAN 4717702223953 |
| 9    | 2009年5月22日  | ISBN 978-4-06-373173-6                                  | 2009年9月1日   | EAN 4717702227517 |
| 10   | 2009年11月20日 | ISBN 978-4-06-373194-1 ISBN 978-4-06-362153-2           | 2010年4月9日   | EAN 4717702231675 |
| 11   | 2010年2月3日   | ISBN 978-4-06-373194-1                                  | 2010年7月2日   | EAN 4717702233969 |
| 12   | 2010年7月9日   | ISBN 978-4-06-373173-6                                  | 2011年4月2日   | EAN 4717702237691 |
| 13   | 2010年12月9日  | ISBN 978-4-06-373173-6 ISBN 978-4-06-358325-0（限定版） | 2011年8月5日   | EAN 4717702241834 |
| 14   | 2011年3月9日   | ISBN 978-4-06-376258-7 ISBN 978-4-06-358342-7（限定版） | 2012年1月6日   | EAN 4717702245559 |
| 15   | 2011年6月9日   | ISBN 978-4-06-376270-9                                  | 2012年5月4日   | EAN 4717702247676 |
| 16   | 2011年10月7日  | ISBN 978-4-06-376299-0 ISBN 978-4-06-358356-4（限定版） | 2012年12月18日 | EAN 4717702252137 |
| 17   | 2012年2月9日   | ISBN 978-4-06-376319-5                                  | 2013年9月3日   | EAN 4717702256494 |
| 18   | 2012年6月8日   | ISBN 978-4-06-376345-4                                  | 2013年10月4日  | EAN 4717702256814 |
| 19   | 2012年11月9日  | ISBN 978-4-06-376365-2                                  | 2013年12月3日  | EAN 4717702257286 |
| 20   | 2013年4月9日   | ISBN 978-4-06-376391-1 ISBN 978-4-06-362248-5（限定版） | 2014年1月6日   | EAN 4717702258207 |

怪物王女惡夢篇
| 卷數 | 講談社        | 講談社                 | 尖端出版社     | 尖端出版社             |
| 卷數 | 發售日期      | ISBN                   | 發售日期       | ISBN                   |
| ---- | ------------- | ---------------------- | -------------- | ---------------------- |
| 1    | 2018年5月9日  | ISBN 978-4-06-511460-5 | 2020年10月16日 | ISBN 978-957-109-109-9 |
| 2    | 2018年8月9日  | ISBN 978-4-06-512451-2 |                |                        |
| 3    | 2018年12月6日 | ISBN 978-4-06-513917-2 |                |                        |
| 4    | 2019年4月9日  | ISBN 978-4-06-515124-2 |                |                        |
| 5    | 2019年8月8日  | ISBN 978-4-06-516476-1 |                |                        |
| 6    | 2020年5月8日  | ISBN 978-4-06-519245-0 |                |                        |

### 相關書籍
怪物王女 OFFICIAL FANBOOK
- 2007年8月23日發售、ISBN 978-4-06-372334-2

廉價版總集篇漫畫
（單行本第1卷～第3卷）
- 2016年6月29日發售、ISBN 978-4-06-385967-6

## 電視動畫
2007年4月12日開始播放。

### 製作團隊
- 監督 - 迫井政行
- 系列構成 - 筆安一幸
- 人物設計、總作畫監督 - 黒田和也
- 小物設計 - 小堺能夫、Lee Si Min
- 美術監督 - 岡本有香
- 色彩設計 - 上村修司
- 攝影監督 - 松井伸哉
- 編輯 - 南宗炫
- 音響監督 - 高桑一
- 音樂 - 片倉三起也 (ALI PROJECT)
- 動畫製作人 - 酒井俊治
- 製作人 - 田中潤一朗、佐藤誠、堀謙太郎、金井孝幸、金庭こず惠、二方由紀子、櫻井優香
- 動畫製作協力 - IMAGIN
- 動畫製作 - MADHOUSE
- 製作協力 - NBC環球娛樂、講談社、Index Holdings、MADHOUSE、Movic、Lantis
- 製作 - 怪物王女製作委員会、TBS

### 主題曲
片頭曲「BLOOD QUEEN」
作詞 - 畑亞貴 / 作曲 - 黒須克彦 / 編曲 - 鈴木マサキ / 歌 - 美鄉秋
片尾曲
作詞 - 寶野亞莉華 / 作曲、編曲 - 片倉三起也 / 歌 - ALI PROJECT
插入曲
（第14話）
作詞 - 寶野亞莉華 / 作曲、編曲 - 片倉三起也 / 歌 - ALI PROJECT
（第19話）
作詞 - 寶野亞莉華 / 作曲、編曲 - 片倉三起也 / 歌 - ALI PROJECT
（不良王女）
作詞 - 畑亞貴 / 作曲・編曲 - 橋本由香利 / 歌 - 川澄綾子

### 各話列表
部份地區並沒有播出特別版的不良王女。
| 話數   | 標題 | 腳本       | 分鏡       | 演出              | 作畫監督                    | 播放日期       |
| ------ | ---- | ---------- | ---------- | ----------------- | --------------------------- | -------------- |
| 1      |      | 小林靖子   | 迫井政行   | 迫井政行          | 小堺能夫 Kaung Baek Min     | 2007年 4月12日 |
| 2      |      | 高屋敷英夫 | 岩本やすお | 篠幸裕            | 奈良岡光                    | 4月19日        |
| 3      |      | 博多正壽   | 森田浩光   | 川尻祥大          | Um Sang Yong                | 4月26日        |
| 4      |      | 筆安一幸   | 高橋丈夫   | 高木秀文          | Lee Sang Hee                | 5月3日         |
| 5      |      | 博多正寿   | 中山正惠   | 横山広実 岩本美香 | 大塚美登理                  | 5月10日        |
| 6      |      | 筆安一幸   | 筱幸裕     | 筱幸裕            | 奈良岡光                    | 5月17日        |
| 7      |      | 博多正寿   | 横山広実   | 川尻祥大          | Im Seung Bong               | 5月24日        |
| 8      |      | 江夏由結   | 高橋丈夫   | 高木秀文          | 小堺能夫 Kyung Baek Min     | 5月31日        |
| 9      |      | 筆安一幸   | 中山正惠   | 小野田雄亮        | 大塚美登理                  | 6月7日         |
| 10     |      | 水上清資   | 岩本やすお | 筱幸裕            | 奈良岡光                    | 6月14日        |
| 11     |      | 筆安一幸   | 藤澤俊幸   | 横山広実 岩本美香 | Joo Ok Yoon                 | 6月21日        |
| 12     |      | 高屋敷英夫 | 木宮茂     | 浅見松雄          | Im Seung Bong               | 6月28日        |
| 13     |      | 江夏由結   | 高橋丈夫   | 川尻祥大          | 大塚美登理                  | 7月5日         |
| 14     |      | 筆安一幸   | 岩本やすお | 筱幸裕            | 奈良岡光                    | 7月12日        |
| 15     |      | 江夏由結   | 藤澤俊幸   | 高木秀文          | Joo Ok Yoon                 | 7月19日        |
| 16     |      | 筆安一幸   | 玉井公子   | 中村近世          | 高澤美佳 Kyung Baek Min     | 7月26日        |
| 17     |      | 高屋敷英夫 | 藤澤俊幸   | 横山広実 岩本美香 | Im Seung Bong               | 8月2日         |
| 18     |      | 筆安一幸   | 岩本やすお | 筱幸裕            | 奈良岡光                    | 8月9日         |
| 19     |      | 筆安一幸   | 福富博     | 古谷田順久        | 大塚美登理                  | 8月16日        |
| 20     |      | 筆安一幸   | 中山正惠   | 高木秀文          | Joo Ok Yoon                 | 8月23日        |
| 21     |      | 筆安一幸   | 木宮茂     | 臼井文明          | Kim You Chun Seo Soon Young | 8月30日        |
| 22     |      | 筆安一幸   | 岩本やすお | 筱幸裕            | 奈良岡光                    | 9月6日         |
| 23     |      | 筆安一幸   | 中山正惠   | 鹿島典夫          | Joo Ok Yoon                 | 9月13日        |
| 24     |      | 筆安一幸   | 迫井政行   | 迫井政行          | 小堺能夫                    | 9月20日        |
| 25     |      | 江夏由結   | 藤澤俊幸   | 横山広実          | 大塚美登理                  | 9月27日        |
| 番外篇 |      | 筆安一幸   | 岩本やすお | 筱幸裕            | 奈良岡光                    | 10月4日        |

### 播放電視台
日本深夜動畫：下文記載的日本国内播放時間使用日本標準時間（UTC+9）表示。因為部分時間标识會採用30小时制，因此請留意这类超过24:00的时间，其實際播放時間為翌日清晨。
| 播放地區   | 播放電視台   | 播放日期                      | 播放時間                 | 聯播網  | 備註       |
| ---------- | ------------ | ----------------------------- | ------------------------ | ------- | ---------- |
| 關東廣域圈 | 東京放送     | 2007年4月12日 - 9月27日       | 星期四 25:55 - 26:25     | TBS系列 | 製作電視台 |
| 中京廣域圈 | 中部日本放送 | 2007年4月25日 - 10月3日       | 星期三 26:45 - 27:15     | TBS系列 |            |
| 京都府     | KBS京都      | 2007年4月26日 - 10月4日       | 星期四 25:30 - 26:00     | 獨立局  |            |
| 日本全域   | BS-i         | 2007年4月26日 - 10月11日      | 星期四 25:00 - 25:30     | BS放送  |            |
| 日本全域   | TBS頻道2     | 2013年12月19日 - 2014年1月6日 | 週一至週五 25:00 - 26:00 | CS放送  |            |

### DVD
初回生產限定版與通常版全9卷一同發售。每卷收錄3話（第1卷收錄2話）。
- 怪物王女 vol. 1 （2007年10月11日發售）
- 怪物王女 vol. 2 （2007年11月8日發售）
- 怪物王女 vol. 3 （2007年11月8日發售）
- 怪物王女 vol. 4 （2007年12月13日發售）
- 怪物王女 vol. 5 （2007年12月13日發售）
- 怪物王女 vol. 6 （2008年1月12日發售）
- 怪物王女 vol. 7 （2008年1月12日發售）
- 怪物王女 vol. 8 （2008年2月14日發售）
- 怪物王女 vol. 9 （2008年2月14日發售）

## OAD
講談社限量版企劃的OAD製作，是單行本的限量版附屬。

### 登場角色 (OAD)
- 暗闇王女
  - 姫 - 早見沙織
  - ヒロ - 入野自由
  - フランドル - 井口裕香
  - リザ - 喜多村英梨
  - 令裡 - 豊崎愛生
  - 紗和々 - 茅野愛衣
  - トゥルーダークウォーカー（ボス） - 武虎
  - ロボ・ワイルドマン - 酒巻光宏
  - トゥルーダークウォーカー - 堂坂晃三
  - 女生徒 - 牧口真幸
- ケルベロッテちゃん
  - ケルベロッテちゃん - 茅野愛衣
  - クロブラック - 井口裕香
  - 堕天使 - 武虎

- 特急王女
  - 姫 - 早見沙織
  - ヒロ - 入野自由
  - フランドル、フラテリス、フランダースG - 井口裕香
  - リザ - 喜多村英梨
  - 令裡 - 豊崎愛生
  - エミール - 石田彰
  - キザイア - 中村悠一
  - スレッジ - 日野聡
  - ブッチー - 岡本寛志
  - 車掌 - 矢部雅史
  - 人魚 - 茅野愛衣
  - ギリアム - 中田譲治
- ケルベロッテちゃん 銀河鉄道編
  - ケルベロッテちゃん - 茅野愛衣
  - クロブラック - 井口裕香
  - 堕天使 - 武虎
  - 車掌 - 矢部雅史
  - エミール - 石田彰
  - スレッジ - 日野聡
  - 機関車 - 岡本寛志

- 孤島王女
  - 姫 - 早見沙織
  - ヒロ - 入野自由
  - フランドル、フランダース、フラテリス、フランセット、フランシスカ - 井口裕香
  - リザ - 喜多村英梨
  - 令裡 - 豊崎愛生
  - 紗和々 - 茅野愛衣
  - シルヴィア - 井上喜久子
  - ギリアム - 中田譲治
  - エミール - 石田彰
  - シャーウッド - 竹達彩奈
  - キザイア - 中村悠一
  - スレッジ - 日野聡
  - 南久阿 - 今野宏美
  - 小淵沢望 - 岡本寛志
  - 劉劉 - 武虎
  - ホテルマン - 矢部雅史
- ケルベロッテちゃん
  - ケルベロッテちゃん - 茅野愛衣
  - クロブラック - 井口裕香
  - 堕天使 - 武虎

### 製作人員
- 原作：光永康則
- 監督・音響監督：川口敬一郎
- 角色設計：貞方希久子
- 生物和機甲設計：さとうけいいち
- 美術監督：椋本豊
- 色彩設計：永井留美子
- 攝影監督：入部章
- 編集：奥田浩史
- 音樂：田光マコト
- プロデューサー：立石謙介、山口崇、梅津理一郎
- 動畫製作：龍之子製作公司
- 製作：講談社

### 各話列表
| 卷數   | 標題                                        | 劇本   | 分鏡       | 演出     | 作画監督   |
| ------ | ------------------------------------------- | ------ | ---------- | -------- | ---------- |
| 第13卷 | 暗闇王女                                    | -      | 川口敬一郎 | 吉原達矢 | 貞方希久子 |
| 第13卷 | 地獄に道連れ!ケルベロッテちゃん♡            | 石川学 | 川口敬一郎 | 吉原達矢 | 吉原達矢   |
| 第14卷 | 特急王女                                    | 石川学 | 川口敬一郎 | 吉原達矢 | 貞方希久子 |
| 第14卷 | 地獄に道連れ!ケルベロッテちゃん♡ 銀河鉄道編 | -      | 吉原達矢   | 吉原達矢 | 吉原達矢   |
| 第16卷 | 孤島王女                                    | -      | 吉原達矢   | 吉原達矢 | 貞方希久子 |
| 第16卷 | 地獄に道連れ!ケルベロッテちゃん♡            | -      | 吉原達矢   | 吉原達矢 | 吉原達矢   |

## 外部連結
- 漫畫作品紹介
- 動畫官方網站 （页面存档备份，存于）
- Madhouse （页面存档备份，存于）